# 木津川市立山城中学校
木津川市立山城中学校（きづがわしりつ やましろちゅうがっこう）は、京都府木津川市山城町にある公立中学校。旧山城町内で唯一の中学校である。環境教育がさかんで、数々の賞を受賞している。

## 沿革
戦後の学制改革として1947年4月1日に教育基本法・学校教育法が施行され、六・三・三制度に基づく新制中学校が発足することになった。現在の木津川市山城町域でも、同年2月に上狛町・高麗村・棚倉村の3村で組織された協議会によって中学校の設立が協議され、新憲法施行日の5月3日に上狛中学校が開校した。しかし当時中学校としての独立した校舎はまだ無かったため、上狛小学校の校舎を本校として、上狛会館（現在の上狛郵便局の位置）と小嶋織物工場を分校として借用しての開校となった。なお上狛中学校の名称は上狛小学校の借用状態であったことに由来する。
その後上狛中学校の独立校舎移転が検討されたが、独立校舎への移転実現には土地の確保や費用面で多くの苦労があった。用地は3村の中央部にあることや高麗村の関係者が誘致したことなどから、最終的に高麗村椿井地区の柳田に決定したが、新たな農地の補償方法が考え出されたり、住民が多額の寄付金を負担することになったりした。そのような困難があったものの、独立校舎への移転は1949年9月に実現し、名実ともに上狛中学校が開校した。上狛中学校は1952年1月に山城中学校へ改称し、1956年8月には新制中学校の校区に由来する町村合併が行われ、山城中学校の名称が町名へ使用されることとなった。 

### 年表
- 1947年（昭和22年）5月 - 上狛町高麗町棚倉村組合立上狛中学校として開校
- 1947年（昭和22年）8月 - 校章制定
- 1949年（昭和24年）9月 - 新校舎（現在地）に移転
- 1952年（昭和27年）1月 - 組合立山城中学校へ改称
- 1956年（昭和31年）8月 - 山城町設立に伴い、山城町立山城中学校へ改称
- 1957年（昭和32年）2月 - 校歌制定
- 1959年（昭和34年）10月 - グラウンドを拡張、体育館を新設
- 1962年（昭和37年）3月 - 技術科教室竣工
- 1963年（昭和38年）10月 - ミルク給食開始
- 1967年（昭和42年）4月 - 完全給食開始
- 1970年（昭和45年）3月 - 鉄筋コンクリート校舎（普通教室など）竣工
- 1971年（昭和46年）3月 - 鉄筋コンクリート校舎（特別教室など）竣工
- 1972年（昭和47年）3月 - 鉄筋コンクリート校舎（図書室など）竣工
- 1973年（昭和48年）3月 - グラウンド拡張
- 1974年（昭和49年）5月 - 技術科教室竣工
- 1976年（昭和51年）3月 - 格技室竣工
- 1976年（昭和51年）8月 - 自転車置き場、防球ネット（南側）竣工
- 1978年（昭和53年）7月 - 防球ネット（西側）竣工
- 1980年（昭和55年）11月 - 体育館の改修工事竣工
- 1982年（昭和57年）8月 - 水洗トイレ改修
- 1984年（昭和59年）4月 - 京都府社会福祉協力校指定（3ヵ年）
- 1987年（昭和62年）4月 - 障害児学級を「あすなろ学級」に命名
- 1989年（平成元年）11月 - 文部省指定教育実践推進校 道徳教育研究発表会開催
- 1993年（平成5年）3月 - さわやか賞受賞、コンピューターを導入
- 1998年（平成10年）4月 - 京都府教育委員会「ふるさとふれあい推進校」指定
- 1999年（平成11年）7月 - 大規模改造I期工事竣工
- 2000年（平成12年）7月 - 大規模改造II期工事竣工
- 2002年（平成14年）4月 - 京都府教育委員会 環境教育推進校「京のエコスクール」指定（2ヵ年）
- 2003年（平成15年）4月 - 財団法人省エネルギーセンター「省エネルギー教育推進モデル校」指定（3ヵ年）
- 2003年（平成15年）11月 - 平成15年度優良PTA文部科学大臣表彰受賞
- 2004年（平成16年）4月 - 制服を変更
- 2004年（平成16年）6月 - 財団法人 社会経済生産性本部 エネルギー環境教育情報センター「エネルギー教育実践校」指定（3ヵ年）
- 2004年（平成16年）11月 - 社団法人 食品容器環境美化協会「第5回環境美化教育最優秀賞 文部科学大臣激励賞」受賞
- 2006年（平成18年）11月 - 電気新聞「第1回エネルギー教育賞 最優秀賞」受賞
- 2007年（平成19年）3月 - 山城町が木津町、加茂町と合併して木津川市が発足したことにより、木津川市立山城中学校に改称。
- 2007年（平成19年）8月 - 「山城中学校エコな挑戦」出版
- 2008年（平成20年）4月 - 文部科学省「公立中学校運動部活動推進事業」に指定
- 2008年（平成20年）8月 - 普通教室に扇風機を設置
- 2018年（平成30年）8月 - 全教室にエアコンを設置

## 部活動
2024年3月時点での部活動である。
体育系
- 野球部
- サッカー部
- 男子バスケットボール部
- 女子バスケットボール部
- 男子バレーボール部
- 女子バレーボール部
- 男子卓球部
- 女子卓球部

文化系
- 吹奏楽部
- 芸術部

## 通学区域
木津川市山城町全域（以下の小学校区）が通学区域となっている。
- 木津川市立棚倉小学校の校区（大字綺田、大字平尾）
- 木津川市立上狛小学校の校区（大字上狛、大字北河原、大字神童子、大字椿井）

## アクセス
- JR奈良線 上狛駅から北北西へ約1km。

## 著名な出身者
- 高岡寿成 - 陸上選手・長距離走（5000m・10000m・マラソン日本最高記録保持者）[1]
- 柳沢恭雄 - 企業家・元日本電波ニュース社社長
- 鈴木智博 - 実業家

## 通学区域が隣接している学校
- 木津川市立泉川中学校
- 木津川市立木津中学校
- 木津川市立木津第二中学校
- 木津川市立木津南中学校
- 精華町立精華中学校
- 井手町立泉ヶ丘中学校
- 相楽東部広域連合立和束中学校